# Кагал, Максим Владимирович
Максим Владимирович Кагал (укр. Максим Володимирович Кагал; 1 декабря 1991, Кременчуг — 25 марта 2022, Мариуполь) — украинский спортсмен-кикбоксер. Чемпион мира в составе сборной Украины и бронзовый призёр по кикбоксингу по версии ISKA 2014. Серебряный призёр открытого чемпионата Кременчуга по регби-7. Бронзовый призёр в разделе К-1 (весовая категория до 60 кг).
Участник российско-украинской войны, служил в отряде «Азов» в звании старшего лейтенанта, позывной «Пистон». Погиб в ходе боёв за Мариуполь. Герой Украины (посмертно).